# Shizhong (Zaozhuang)

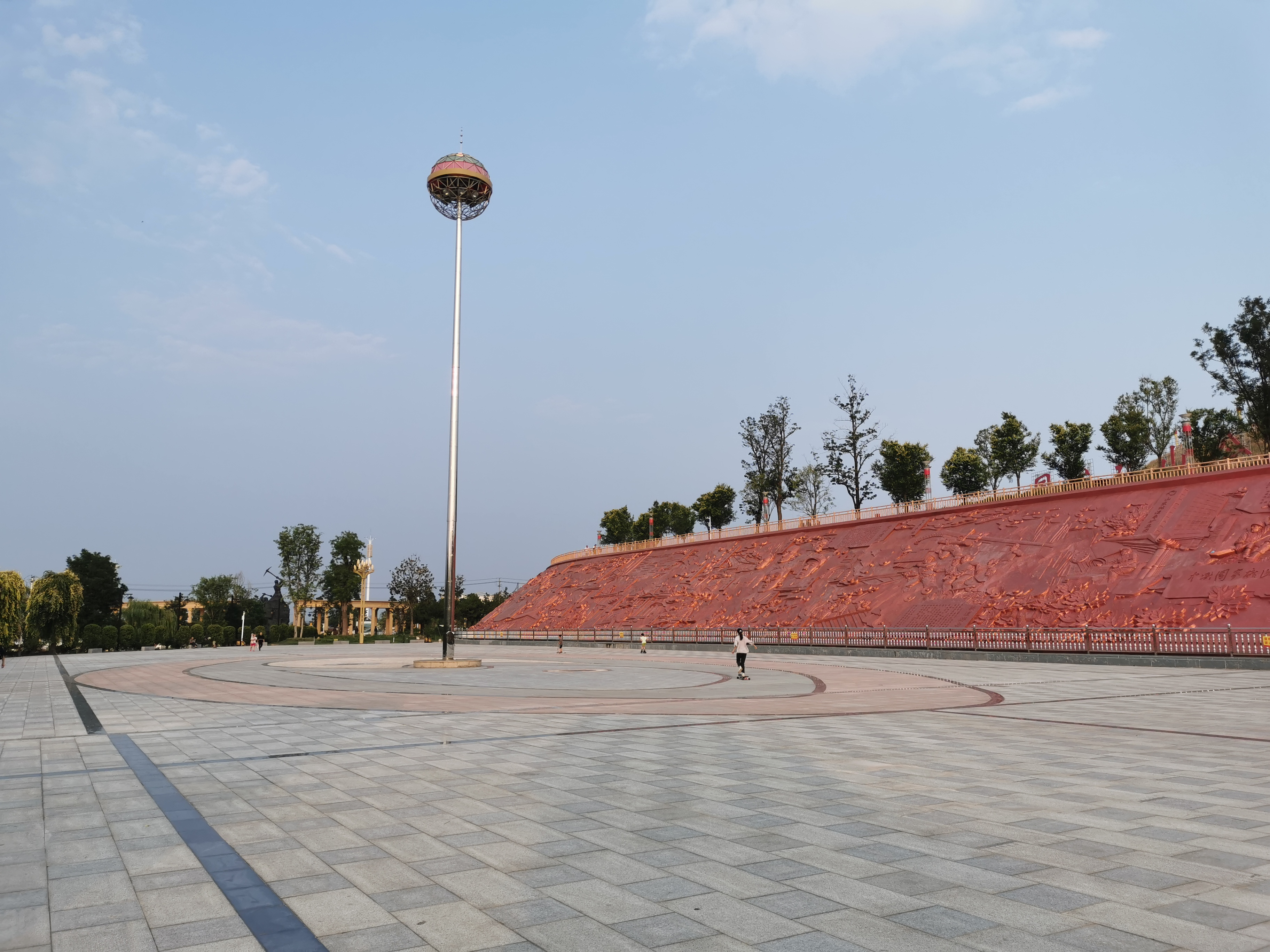
Zhongxing Platz

Der Stadtbezirk Shizhong (市中区,  Shìzhōng Qū – „Stadtmitte“) gehört zum Verwaltungsgebiet der bezirksfreien Stadt Zaozhuang im Süden der Provinz Shandong, Volksrepublik China. Er hat eine Fläche von 373,9 km² und zählt 535.515 Einwohner (Stand: Zensus 2010). Er ist Zentrum und Sitz der Stadtregierung von Zaozhuang.

## Administrative Gliederung
Auf Gemeindeebene setzt sich der Stadtbezirk aus sechs Straßenvierteln, drei Großgemeinden und zwei Gemeinden zusammen. 